# Ron Unz
Ron Keeva Unz (nascido em 20 de setembro de 1961) é um ex-empresário americano, conhecido por uma corrida malsucedida nas eleições para governador da Califórnia em 1994, e por patrocinar propostas que promovam o ensino de imersão em inglês estruturado. Foi editor do The American Conservative de março de 2007 a agosto de 2013. Ele agora publica The Unz Review, uma publicação online conhecida por seu anti-semitismo grave.

## Início da vida e carreira
Nascido na Califórnia, filho de um imigrante ucraniano-judeu, Unz foi criado em uma casa de língua iídiche. Sua mãe, Esther-Laio Avrutin, conheceu seu pai em um avião em direção a Israel. Um professor do Centro-Oeste, ele mais tarde se tornou seu amante ao visitá-la em algumas ocasiões em Los Angeles. Ela decidiu unilateralmente ter um filho com ele, mas o pai de Unz já era casado e sua esposa abriu uma carta de Avrutin contando sobre sua gravidez. Ela era uma ativista antiguerra, que criou seu filho como mãe solteira, mas Unz recebeu o sobrenome de seu pai e logo voltou para a casa de sua família após o nascimento de seu filho.
Ele diz que sua infância como um filho sem pai em uma família monoparental que estava em tratamento, foi uma fonte de "embaraço e desconforto". Unz cursou a North Hollywood High School e, no último ano, conquistou o primeiro lugar na Pesquisa de Talentos da Westinghouse Science em 1979. Ele freqüentou a Universidade de Harvard, com um diploma de bacharel em física e história antiga. Ele então fez cursos de pós-graduação em física na Universidade de Cambridge e na Universidade de Stanford.
Unz trabalhou no setor bancário e escreveu software para títulos hipotecários durante seus estudos. Ele fundou uma empresa chamada Wall Street Analytics em Palo Alto, Califórnia. Em 2006, sua empresa foi adquirida pela empresa de classificação Moody's.

## Carreira política
Unz fez uma oferta mal sucedida pela indicação republicana nas eleições para governador da Califórnia em 1994. Ele recebeu 707.431 votos (34,3%) na corrida primária contra o atual titular Pete Wilson, que venceu a primária com 1.266.832 votos (61,4%). Os jornais mencionavam a candidatura de Unz como uma Vingança dos Nerds e costumavam citar sua reivindicação de um QI 214.
Em 1994, ele se opôs à Proposição 187 da Califórnia, uma iniciativa de votação de 1994 para estabelecer um sistema estatal de triagem de cidadania e proibir imigrantes indocumentados de usar cuidados de saúde não emergenciais, educação pública e outros serviços no Estado da Califórnia. Durante sua campanha governamental, Unz foi o orador de destaque em uma manifestação de 70.000 pessoas contra a Proposição 187, realizada em Los Angeles, que ele afirma ser "o maior protesto pró-imigrante da história americana". Unz ajudou a organizar este evento com a assistência do futuro presidente do Senado da Califórnia, Kevin de Leon.
Em 1998, a Unz patrocinou a Proposição 227 da Califórnia, que visava mudar a educação bilíngue do estado para um sistema educacional estruturado de língua inglesa; foi aprovado pelos eleitores apesar da oposição de pesquisadores do ensino de idiomas. A proposição 227 não procurou encerrar a educação bilíngue, pois foram feitas exceções especiais para os alunos permanecerem em uma aula de imersão em inglês, se os pais assim o desejarem. No entanto, havia limites (como restrições de idade) para as isenções, e havia disposições para disciplinar os professores que se recusavam a ensinar apenas ou predominantemente em inglês. A proposição 227 foi aprovada em junho de 1998, mas foi revogada pela Proposição 58 em novembro de 2016. Em 2002, Unz apoiou uma iniciativa semelhante, a Iniciativa de Ensino da Língua Inglesa de Massachusetts nas Escolas Públicas, que foi aprovada por 61% dos eleitores.  
O livro English for the Children: Mandated by the People, Skewed by Politicians and Special Interests de Johanna Haver (Rowman & Littlefield Education, 2013) relata as controvérsias e ações políticas resultantes da Califórnia de Unz e iniciativas subsequentes de votação: Arizona Proposition 203, Colorado Emenda 31, e Massachusetts, pergunta 2.
Em 2012 e 2014, Unz trabalhou em uma iniciativa de votação para aumentar o salário mínimo californiano de US $10 para US$12, mas sua campanha falhou. Sua proposta foi apoiada por James K. Galbraith.
Um artigo de Unz do The American Conservative publicado em 2012 foi intitulado "The Myth of American Meritocracy". Além de sugerir que os judeus são uma "presença alienígena" nos Estados Unidos, ele escreveu sobre a suposta super-representação de judeus nas instituições da Ivy League, que ele alegou ter sido causada por "preconceito judaico" entre os administradores. A metodologia de Unz no artigo foi contestada por um blogueiro do Algemeiner Journal e ele superestimou o número de judeus matriculados em Harvard. Em 2016, Unz iniciou a campanha "Free Harvard, Fair Harvard", centrada no Conselho de Supervisores de Harvard. Sua lista de candidatos incluía Unz, Lee Cheng, Stuart Taylor, Jr., Stephen Hsu e Ralph Nader . A campanha procurou abolir as propinas em Harvard e aumentar a transparência no processo de admissão.
Unz fez campanha com um ingresso republicano na Califórnia nas primárias de 2016 para eleição no Senado dos EUA que pretendia suceder à democrata Barbara Boxer. Tendo apoiado anteriormente a imigração, ele agora propôs que "deveria ser fortemente reduzida, provavelmente em 50% ou mais". Embora não estivesse disposto a ganhar a indicação, ele se apresentou na tentativa de contestar a revogação então proposta da Proposição 227. No resultado final, ele ganhou 64.698 votos (1,3%).
Investidor no The American Conservative, ele foi seu editor de 2007 a 2013. Em um e-mail divulgado na revista National Review, o editor Daniel McCarthy escreveu que Unz estava agindo como se fosse o editor do The American Conservative e ameaçou renunciar se o conselho da publicação não o apoiasse sobre Unz.

## The Unz Reviewe outras atividades
Em novembro de 2013, Unz lançou o site The Unz Review, para o qual atua como editor-chefe e editor. Pretendido como uma saída para formadores de opinião não convencionais, em 2016, Paul Craig Roberts e Norman Finkelstein haviam contribuído para o site.
De acordo com a Liga AntiDifamação (ADL) em 2014, o webzine é uma "saída para certos escritores atacarem Israel e judeus". Também foi descrito como "um site conservador alternativo" e "uma mistura de crackpottery anti-semita de extrema-direita e extrema-esquerda".
A Fundação Unz, da qual ele é presidente, doou a indivíduos e organizações que, segundo a ADL, publicaram ou expressaram opiniões anti-semitas ou, no caso de Norman Finkelstein, antiIsrael. Em 2009, 2010 e 2011, Paul Paul Roberts deu US$ 108.000, US$ 74.000 a Philip Giraldi, US$ 75.000 a Finkelstein, US$ 80.000 a CounterPunch e US$ 60.000 a Philip Weiss, co-editor do site Mondoweiss. Além disso, a Unz Foundation concedeu doações a Alison Weir, fundadora da If Americans Knew. Ele doou dezenas de milhares de dólares para o VDARE, que ele admite ser um site "quase nacionalista branco", mas disse que "eles escrevem coisas interessantes". Em 2017, ele foi um palestrante na primeira conferência nacional do VDARE.
Em 2017, a The Unz Review recebeu atenção do público quando a ex-agente da CIA Valerie Plame foi criticada depois de twittar um artigo de um colunista, especialista em combate ao terrorismo Philip Giraldi, intitulado "Os judeus da América estão conduzindo as guerras da América", publicado na webzine. Como resultado, Giraldi foi suspenso de escrever artigos para o The American Conservative, que ele explicou em outra coluna da Unz Review.
Desde o artigo de 2014, a ADL comentou em outubro de 2018 que Unz "adotou o anti-semitismo grave" e "negou o Holocausto". Em julho de 2018, em artigos para The Unz Review, ele escreveu sobre as alegações na falsificação czarista Os Protocolos dos Anciãos de Sião e The International Jew de Henry Ford. O trabalho de Ford, uma série de panfletos anti-semitas publicados na década de 1920, parecia para Unz ser "bastante plausível e orientado para os fatos, e às vezes excessivamente cauteloso em sua apresentação". Ele parcialmente aceitou o consenso padrão sobre os Protocolos, mas acredita que eles foram reunidos por "alguém que geralmente estava familiarizado com as maquinações secretas dos judeus internacionais de elite contra os governos existentes... que redigiram o documento para descrever sua visão de seus planos estratégicos".
Em agosto de 2018, Unz fez uso dos argumentos de negação do Holocausto e escreveu: "Acho muito mais provável que a narrativa padrão do Holocausto seja pelo menos substancialmente falsa e, possivelmente, quase inteiramente". Nesse mesmo ano, a The Unz Review publicou material dos negadores do Holocausto Kevin Barrett e David Irving, e o próprio Unz sugeriu que Mossad estava envolvido nos assassinatos do presidente John F. Kennedy e seu irmão Robert.